# Cotylorhynchus
Cotylorhynchus es un género extinto de sinápsidos pelicosaurios del Pérmico de América del Norte. Se consideraba como representante de primera onda de diversidad amniota. Fue el género más grande entre los caseídos y el mayor de los tetrápodos de su tiempo. Medía cerca de 6 metros de longitud y pesaba aproximadamente 2 toneladas. Eran herbívoros y debido a su gran tamaño probablemente no temían a ninguno de los carnívoros de su tiempo.